# Leonine
Die Leonine Holding GmbH (Eigenschreibweise: LEONINE STUDIOS, Aussprache: [ˈliːənaɪ̯n]), ist ein deutsches Medienunternehmen mit Sitz in München. Mit seinen drei Geschäftsbereichen Leonine Production, Leonine Distribution und Leonine Licensing deckt das Unternehmen die gesamte Wertschöpfungskette des Bewegtbild-Marktes ab. Leonine Studios produziert Spielfilme, Serien, TV-Shows, Entertainment-Formate, Infotainment-Formate sowie Content für Social-Media-Kanäle und koproduziert nationale und internationale Fiction-Formate. Zu den Produktionsmarken von Leonine Studios gehören i&u TV, Odeon Entertainment, Odeon Fiction, SEO Entertainment, W&B Television und Wiedemann & Berg Film.
Leonine Studios vermarktet eigenproduzierten und lizenzierten Content in Kinos, auf digitalen Plattformen, im Home Entertainment und bei TV-Sendern. Zu den Labels des Unternehmens zählen Arthouse CNMA, Clasart Classic, Filmtastic, Home of Horror sowie Leonine Anime, Leonine Audio und Leonine Kids.
Das Unternehmen verfügt über eine umfangreiche Lizenzbibliothek mit Programmen aller Formate und Genres. Der Mehrheitsgesellschafter von Leonine Studios ist die Investmentgesellschaft Kohlberg Kravis Roberts & Co. (KKR).

## Geschichte
Das Unternehmen wurde am 16. Januar 2019 als Blitz 19-5 GmbH gegründet und am 23. Januar ins Handelsregister eingetragen, ehe es ab Mitte Februar 2019 vorerst als Show German AcquiCo GmbH firmierte. Ende Februar 2019 wurde die Übernahme der Tele München Gruppe von Herbert G. Kloiber bekannt. Zudem teilte man mit, dass Fred Kogel in Zukunft die Leitung des Unternehmens übernehmen werde. Im Verlauf des ersten Halbjahres 2019 wurden ferner Universum Film, i&u TV und zuletzt Wiedemann & Berg Film übernommen. Die US-Beteiligungsgesellschaft Kohlberg Kravis Roberts & Co. (KKR) möchte auf diese Weise einen neuen deutschen Medienkonzern schmieden, der „vom Filmset bis ins Kino und zur TV-Auswertung die komplette Wertschöpfungskette mit starker eigener Produktion abdeckt“.
Im September 2019 verkündete man, dass die neugegründete Holding den Namen Leonine (engl. „löwenartig“) tragen würde und ab Januar 2020 auch Teile der Tochtergesellschaften unter dieser Marke operieren sollen. Man begründete die Namenswahl mit der Verbundenheit zu Bayern (Löwe als Wappentier), der Internationalität des Begriffes und der Verfügbarkeit der Markenrechte. Die Änderung der Unternehmensbezeichnung wurde am 19. September 2019 durch die Gesellschafterversammlung beschlossen.
Das Unternehmen und einige Tochtergesellschaften haben ihren Hauptsitz seit Ende 2020 in der „Neuen Siederei“ in der Münchener Taunusstraße.
Im April 2024 wurde bekannt gegeben, dass Mediawan und Leonine sich zusammenschließen.

## Tochtergesellschaften und Beteiligungen
| Unternehmen | Anteil (in %)                                      | Übernahme     |
| --- | -------------------------------------------------- | ------------- |
| Tele-München Fernseh-GmbH & Co. KG Produktionsgesellschaft (München) | 100                                                | Februar 2019  |
| → Clasart Film- und Fernsehproduktionsgesellschaft mbH (München) → Madame Zheng Production (zuvor Odeon Film AG) (München) → Load Studios GmbH (Berlin) → Storied Media Group LLC (Santa Monica, USA) → Concorde Filmverleih GmbH (Grünwald) → Concorde Home Entertainment GmbH (Grünwald) → Tele München International GmbH (Grünwald) → RTL2 Fernsehen GmbH & Co. KG (Grünwald) → TM-TV GmbH (Grünwald) → On Demand Deutschland GmbH & Co. KG (Grünwald) | 100 100 33,3 ? 100 31,5 (gemeinsam mit WDC) 100 50 | Februar 2019  |
| Leonine Distribution (München) | 100                                                | Februar 2019  |
| Wiedemann & Berg Film GmbH (München) | 100                                                | April 2019    |
| W&B TV GmbH (München) | 100                                                | April 2019    |
| i&u TV Produktion GmbH (Köln) | 100                                                | April 2019    |
| SEO Entertainment GmbH (Unterföhring) | 100                                                | Dezember 2020 |
| Hyperbole Medien (Berlin) | 100                                                | Juni 2022     |
| Beetz Brothers Film Production (Lüneburg) (zuvor: Gebrüder Beetz Filmproduktion) | 100                                                | Oktober 2022  |
| Toon2Tango GmbH & Co. KG (München) | 25,1                                               | Oktober 2022  |

Die aufgeführten Unternehmen wurden 2020 in den drei Geschäftsbereichen Leonine Production, Leonine Distribution (inkl. Broadcasting) und Leonine Licensing gebündelt.

## Produktionen (Auswahl)
- „Club der roten Bänder – Wie alles begann“ (2019; Regie: Felix Binder)
- „Immenhof – Das große Versprechen“ (vsl. 2021; Regie: Sharon von Wietersheim)
- „Beckenrand Sheriff“ (2021; Regie: Marcus H. Rosenmüller)
- „Der Boandlkramer und die ewige Liebe“ (2021; Regie: Josef Vilsmaier)
- „Die Schule der Magischen Tiere“ (2021; Regie: Gregor Schnitzler)